# Китерминское сельское поселение
Китерминское се́льское поселе́ние — муниципальное образование в Крутинском районе Омской области Российской Федерации.
Административный центр — село Китерма.

## История
Статус и границы сельского поселения установлены Законом Омской области от 30 июля 2004 года № 548-ОЗ «О границах и статусе муниципальных образований Омской области».

## Население
| 2010 | 2011 | 2012 | 2013 | 2014 | 2015 | 2016 |
| ---- | ---- | ---- | ---- | ---- | ---- | ---- |
| 965  | ↘962 | ↘933 | ↘904 | ↘897 | ↘870 | ↘850 |
| 2017 | 2018 | 2019 | 2020 | 2021 | 2023 |      |
| ↘830 | ↘800 | ↘753 | ↘732 | ↘631 | ↘618 |      |

## Состав сельского поселения
| № | Населённый пункт | Тип населённого пункта       | Население |
| - | ---------------- | ---------------------------- | --------- |
| 1 | Березово         | деревня                      | 30        |
| 2 | Кабанье          | деревня                      | 28        |
| 3 | Калугино         | деревня                      | 39        |
| 4 | Китерма          | село, административный центр | 626       |
| 5 | Салтаим          | деревня                      | 113       |
| 6 | Усть-Китерма     | деревня                      | 129       |